# Vincenzo Ferro
Vincenzo Ferro (Caserta, 28 febbraio 1925 – Roma, 4 novembre 2024) è stato un attore e doppiatore italiano.

## Biografia
Nacque a Caserta ma si trasferì subito a Genova, dove abitò per oltre 40 anni. Si interessò alla recitazione fin da ragazzo, facendo il suo esordio al Teatro Stabile di Genova alla fine degli anni quaranta. Nel 1948 e 1949 partecipò alla rassegna italiana delle filodrammatiche di Pesaro con Le supplici di Eschilo e Gli innamorati di Goldoni, dove venne notato dal regista Anton Giulio Bragaglia, il quale gli procurò una scrittura al Teatro San Carlo di Napoli. Dal 1957 al 1959 recitò stabilmente al caffé-teatro La Borsa di Arlecchino di Genova. Lavorò anche come doppiatore.
Fu attivo fino al 2017.
È morto a Roma il 4 novembre 2024, all'età di 99 anni.

## Filmografia

### Cinema
- Io non vedo, tu non parli, lui non sente, regia di Mario Camerini (1971)
- ...e si salvò solo l'Aretino Pietro, con una mano davanti e l'altra dietro..., regia di Silvio Amadio (1972)
- Decamerone '300, regia di Renato Savino (1972)
- Li chiamavano i tre moschettieri... invece erano quattro, regia di Silvio Amadio (1973)
- Come fu che Masuccio Salernitano, fuggendo con le brache in mano, riuscì a conservarlo sano, regia di Silvio Amadio (1973)
- La prima volta, sull'erba, regia di Gianluigi Calderone (1974)
- Catene, regia di Silvio Amadio (1974)
- La studentessa, regia di Fabio Piccioni (1975)
- L'avventurosa fuga, regia di Enzo Doria (1977)
- Il medium, regia di Silvio Amadio (1980)
- Il carabiniere, regia di Silvio Amadio (1981)
- Castigo senza delitto, regia di Fabio Piccioni (1981)

### Televisione
- Occhio di pollo, regia di Alessandro Brissoni (1960)
- Tartarino sulle Alpi, regia di Adolfo Fenoglio (1967)
- Quindici anni d'amore, regia di Sergio Genni (1969)
- Stando così le case, regia di Sandro Bertossa (1970)
- Festa agreste, di regia di Sergio Genni (1970)
- La fuga di Casanova, regia di Jean Pier Decourt (1971)
- Processo a un atto di valore, regia di Marcello Baldi (1971)
- Joe Petrosino, regia di Daniele D'Anza – miniserie TV (1972)
- La fuga di Colleoni (1972)
- Qui squadra mobile – serie TV (1973)
- Le città del mondo, regia di Nelo Risi (1975)
- Myriam, regia di Vittorio Nevano (1998)

## Teatro

### Attore
- L'avaro, di Molière (1950-1951)
- Arlecchino servitore di due padroni, di Carlo Goldoni (1951-1952)
- Così è (se vi pare), di Luigi Pirandello (1954-1955)
- Il signor Badin, di Georges Courteline (1957-1958)
- La Périchole, di Jacques Offenbach (1964-1965)
- Se questo è un uomo, di P. Marchè e Primo Levi (1966-1967)
- L'avventura di un povero cristiano, di Ignazio Silone (1970-1971)
- Il proboviro. Opera buffa sugli italiani, di Giuseppe Fava (1972-1973)
- Questa sera si recita a soggetto, di Luigi Pirandello (1974-1975)
- Vita dei campi, di Giovanni Verga (1976-1977)
- Un andaluz tan claro, regia di Giuseppe Di Martino[1] (1977)
- Ma non è una cosa seria, di Luigi Pirandello (1979-1980)
- Mercadet il faccendiere, di Honoré de Balzac (1985-1986)
- L'uomo, la bestia e la virtù, di Luigi Pirandello (1988-1989)
- Gli innamorati, di Carlo Goldoni (1992-93)
- Il rinoceronte, di Eugene Jonesco (1994-95)
- Nodo alla gola, di Patrik Hamilton da Alfred Hitchcock (1999-2000)

### Regista
- Quel povero Platania (1978) - anche autore[2]

## Doppiaggio

### Cinema
- Phil Leeds e Tom Finnegan in Ghost - Fantasma
- Mark Lenard e Robert Easton in Rotta verso l'ignoto
- Jack Axelrod e Bingo O'Malley in Super 8
- Greg Finley in Prossima fermata: paradiso
- Danny Ray in Arma letale 3
- Pat Hingle in Batman - Il ritorno
- Gil Robbins in Bob Roberts
- Nildo Parente in Kickboxer 3 - Mani di pietra
- Joe Baker in Scemo & più scemo
- Jack Orend in Casinò
- Michael Bryant in Hamlet
- Neville Phillips in La carica dei 101 - Questa volta la magia è vera
- John Aylward in Armageddon - Giudizio finale
- Joseph Rigano in Coffee and Cigarettes
- Mohammad Nadir Khwaja in Osama
- Dick Miller in Looney Tunes: Back in Action
- Seymour Cassel in Le avventure acquatiche di Steve Zissou
- Rudolf Pellar in I fratelli Grimm e l'incantevole strega
- Eli Wallach in Mama's Boy
- John Franklyn-Robbins ne La bussola d'oro
- George Coe in Funny People
- Mike Gendel in C'era una volta in America (ridoppiaggio)

### Film di animazione
- Professor Lump in Estremamente Pippo
- Whisky in Lilli e il vagabondo II - Il cucciolo ribelle
- Eucalipto ne La foresta magica
- Radice ne I racconti di Terramare
- Rudy ne Le follie dell'imperatore
- Mr. Tony in Toy Story 3 - La grande fuga

### Televisione
- Aleksander Bardini in Decalogo 2
- Austin Pendleton in Oz
- Dennis O'Connor in RoboCop
- Eric Christmas in X-Files

### Animazione
- Oppo Rancisis in Star Wars: Clone Wars
- Seamus Levine (1ª voce) ne I Griffin

### Videogiochi
- Lascoyt in Atlantis: L'impero perduto (2001)[3]
- Charles Muntz in Kinect Rush: un'avventura Disney-Pixar (2013)[4]